# Second Valley
Second Valley är en ort i Australien. Den ligger i kommunen Yankalilla och delstaten South Australia, omkring 75 kilometer sydväst om delstatshuvudstaden Adelaide. Antalet invånare är 170.
Runt Second Valley är det mycket glesbefolkat, med 4 invånare per kvadratkilometer.. Närmaste större samhälle är Normanville, omkring 12 kilometer nordost om Second Valley. 
Trakten runt Second Valley består till största delen av jordbruksmark. Genomsnittlig årsnederbörd är 863 millimeter. Den regnigaste månaden är juni, med i genomsnitt 172 mm nederbörd, och den torraste är januari, med 24 mm nederbörd.